# Текос (ультраправые)
Текос (исп. Tecos; буквально: филины, совы) — мексиканское ультраправое антикоммунистическое движение, сетевая система автономных сообществ. Традиционно опираются на университетские круги и студенческую молодёжь, базируются в Автономном университете Гвадалахары. Сыграли видную роль в политической борьбе, являлись мексиканским представительством Всемирной антикоммунистической лиги. Контролировали ряд студенческих и католических организаций, вели активную праворадикальную пропаганду, совершали силовые акции. Жёстко выступают против «социализма XXI века». Идеологически соединяют принципы традиционализма, интегрализма и неофашизма.

## Предыстория
Ультраправые силы Мексики уходят корнями в консервативно-католическое движение кристерос 1920-х годов. В том конфликте буржуазно-либеральное правительство одержало победу над феодально-клерикальными силами. Длительное правление Институционно-революционной партии (PRI) сформировало своего рода общественную идеологию, в которой важное место занимали революционные традиции.
Эта идеология заметно отразилась на всех политических силах Мексики, включая консервативные и праворадикальные. Они выступали под лозунгами борьбы против диктатуры левых, за социальную и религиозную свободу, отстаивали нарушенные права «церковных и гражданских корпораций». Мексиканский правый радикализм стал формироваться с 1930-х годов, как реакция на левореформистский курс Ласаро Карденаса и усиление коммунистических организаций сталинистского и троцкистского толка. Ещё в 1913, во время Мексиканской революции иезуит французского происхождения Бернардо Бергёнд создал Католическую ассоциацию мексиканской молодёжи (ACJM), ставшую первоосновой правокатолического движения, в том числе Текос.

## Создание

### Университетский центр
Первым полем противостояния стала образовательная система. Правые круги выступали резко против её построения в социалистическом и прокоммунистическом духе, что было характерно для государственной политики. Рубежной датой мексиканских ультраправых стало 3 марта 1935 года. Группа молодых антикоммунистов учредила Автономный университет Гвадалахары (UAG) — первый частный вуз Мексики. Во главе группы учредителей стоял 23-летний адвокат Карлос Куэста Гальярдо Однако реальное руководство вскоре перешло к предпринимателю Антонио Леаньо Альваресу дель Кастильо, представителю семейства владельцев UAG.
В мировоззрении Леаньо и Гальярдо мексиканский традиционализм кристерос, ориентация на испанский франкизм переплетались с симпатиями к нацизму, расизмом и антисемитизмом. Впоследствии Гальярдо посещал Третий рейх, контактировал с Гитлером и Розенбергом. По некоторым данным, он планировал создать на Рио-Гранде мексиканские пронацистские формирования против США.
С самого начала UAG в Гвадалахаре превратился в центр консолидации крайне правых сил страны. Генерируемая здесь идеология совмещала разнородные, иногда взаимоисключающие принципы: свободное предпринимательство и корпоративизм, университетская автономия и авторитарное правление, католические традиции и враждебность к Ватикану. Такого рода противоречия снимались на основе крайнего антикоммунизма, который являлся стержнем идеологии и политики. Несмотря на традиционные мотивы антиамериканизма в идеологии, Текос поддерживали тесные связи с правыми кругами США.
Гвадалахара — один из крупнейших городов Мексики, столица штата Халиско, важный промышленно-финансовый центр. Правый радикализм находил здесь активную поддержку католических, интеллектуальных и бизнес-кругов, военных и гражданских антикоммунистов. Эти силы были обеспокоены ростом коммунистического влияния и считали, что правящая PRI сознательно попустительствует коммунистам. Особенный стимул ультраправым придавал приход к власти на Кубе Фиделя Кастро. Кубинская революция рассматривалась как опасный прецедент, непосредственно угрожающий Мексике.

### Многозначное название
Уже с 1930-х для обозначения ультраправых активистов появился термин Tecos (Текос): сокращённое от Tecolotes — филины, совы, в расширительном значении — ночные, иногда — полицейские.

Один из наиболее забавных контраргументов университета состоял в том, что словом «текос» (сова) обозначается «студенческая привычка засиживаться за занятиями до поздней ночи». Это объяснение рассмешило дочь одного из членов «текос». «Конечно, „текос“ — это совы с красными глазами. Они не спят ночами, обделывая свои делишки».

Существует и иное, аббревиатурное прочтение Tecos: Tarea Educativa y Cultural Hacia el Orden y la Síntesis — Образование и культура как создание порядка и синтеза, но оно употребляется редко.

## Политическая история

### В мексиканской политике
Текос не являлись официально структурированной организацией. Движение представляло собой неформальную сеть автономных ячеек. Чаще легальные, иногда подпольные, эти ячейки были связаны единством ультраправой интегралистской идеологии, университетской базой и непререкаемым лидерством руководящей группы администраторов и преподавателей UAG. Неформальная дисциплина UAG на деле была твёрже партийной.
Под значительным влиянием Текос оказались крупные студенческие и политические организации — Университетское движение обновленческой ориентации (MURO), Университетский антикоммунистический фронт (FUA), Студенческая федерация Халиско (FEJ), Христианско-националистическое движение (MNC). Организационную базу Текос предоставил также Народный антикоммунистический фронт Мексики (FPAM) во главе с ветераном правокатолического движения Хорхе Прието Лауренсом, ранее возглавлявшим Национал-кооперативистскую партию. FPAM занимал промежуточное положение между PRI и оппозиционной правой Партией национального действия (PAN). Организация выступала за демократизацию политической системы, но и за жёсткое противостояние коммунизму и СССР. В мае 1954 Прието Лауренс организовал в Мехико конгресс антикоммунистических организаций Центральной Америки. Этот форум сыграл заметную роль в консолидации правых сил региона и свержении левого президента Гватемалы Хакобо Арбенса.
Первоначально Текос продолжали консервативно-католическую традицию. Но с 1950-х она стала замещаться идеологией неофашизма. Этому способствовало вовлечение молодых активистов из студенческой, военной и предпринимательской среды, типичным представителем которых стал ближайший соратник Гальярдо — юрист из UGA Раймундо Герреро. 29 сентября 1968 Гальярдо и Герреро создали Федерацию мексиканских антикоммунистов Запада (Federación Mexicana Anticomunista de Occidente, FEMACO) — для активного противодействия советско-кубинской и китайской экспансии в Западном полушарии. FEMACO — под председательством Герреро, с центром в Гвадалахаре и UAG — превратилась в организационное ядро разветвлённой антикоммунистической коалиции. Под влиянием Текос, особенно в Халиско, находились десятки организаций. К ним примыкали антикоммунистические активисты PAN, военные, землевладельцы и промышленники, церковники и католические деятели.
Из членов PAN к Текос примыкали крайне правые, недовольные умеренной позицией партийного руководства. Из бизнес-кругов — сторонники экономического либерализма, отвергающие правительственную этатистскую политику. Из католической среды — традиционалисты, несогласные с обновленческими решениями Второго Ватиканского собора.
Важная причина раскола в мексиканском католическом обществе заключалась в том, что Второй Ватиканский собор оставлял за церковными приходами лишь функцию духовного общения, тогда как правые силы рассматривали их как орудие «католического действия» — гражданского и политического. Текос не останавливались перед открытым конфликтом с архиепископом Мексики Дарио Мирандой, обвиняли Ватикан в «пособничестве коммунизму» и противопоставляли идеи и принципы Марселя Лефевра. Резким нападкам — хотя с соблюдением подобающего декорума — подвергался Папа Римский Павел VI за «снисходительность» к теологии освобождения. Духовным лидером Текос являлся священник-традиционалист и седевакантист Хоакин Саенс Арриага. За свои выступления он был отлучён от церкви, однако Текос не признали этого акта. Жёсткую борьбу, в том числе физическую, вели Текос против другой ультраправой католической организации — движения El Yunque («Наковальня»), идеолонически почти идентичного, но признававшего главенство Ватикана и Папы Римского. С другой стороны, существуют предположения о тайных связях между Текос и El Yunque.
Основным методом деятельности Текос являлась интенсивная пропаганда и создание ячеек культурно-политического влияния. С 1967 Текос издавали влиятельный журнал Replica — с первой редакционной статьи объявивший «непримиримое противостояние международному коммунистическому заговору, посягающему на свободу и независимость народов». Издание, поддерживало связи с Aginter Press и реально выступало как «коллективный организатор» ультраправых. Текос активно проникали в легальную оппозиционную PAN. Результатом стал своеобразный внутренний раскол в PAN между ветеранами-консерваторами и молодыми ультраправыми радикалами-Текос.
Система Текос включала как публичные структуры, так и «теневую» часть. Из студентов-спортсменов, сочувствующих военных и криминальной молодёжи формировались подразделения уличных боевиков. Крупная силовая акция Текос была совершена в Гвадалахаре 27 мая 1958: вооружённые студенты UAG разгромили технический институт ITESO, считавшийся оплотом левых. Боевики-Текос поддерживали президента Густаво Диаса Ордаса в столкновениях 1968. Была налажена система обучения молодёжи боевым искусствам, совершён целый ряд силовых акций.
Публичным политическим лидером Текос выступал Раймундо Герреро. Карлос Куэста Гальярдо являлся основным идеологом и стратегом. Финансирование и организационную структуру курировал Антонио Леаньо Альварес дель Кастильо, основной владелец UAG. Оперативную координацию осуществлял Хорхе Прието Лауренс. Систему пропаганды возглавлял известный журналист Рафаэль Родригес Лопес.

### В международном антикоммунизме
В первой половине 1950-х Гальярдо активно работал над установлением организационно-политических связей UAG с другими университетами Латинской Америки. Особенно тесное сотрудничество было налажены с крайне правыми структурами Аргентины. Несмотря на антиамериканские элементы своей идеологии, Гальярдо сумел установить контакты с финансовыми структурами США и привлечь в бюджет UAG крупные средства от Фонда Рокфеллера и Фонда Форда. Объединяющей платформой и здесь являлся антикоммунизм.
7 ноября 1966 года была учреждена Всемирная антикоммунистическая лига (WACL). Формирование структур WACL в Мексике взяли на себя Текос. Влияние Текос достигло таких масштабов, что VI конференция WACL 1972 состоялась в мексиканской столице Мехико (впервые за пределами Азиатского континента). Была учреждена Латиноамериканская антикоммунистическая конфедерация (CAL) — региональная структура WACL, председателем которой стал Герреро. В 1974 в Гвадалахаре был проведён конгресс Всемирной лиги антикоммунистической молодёжи. Международным контактам способствовало большое количество иностранных студентов в UAG.
В рамках CAL Текос установили тесные оперативные связи с центральноамериканскими ультраправыми и эскадронами смерти — гватемальским Движением национального освобождения, сальвадорским Националистическим республиканским альянсом, Движением свободы Коста-Рики. Союзные отношения поддерживали Текос также с Антикоммунистическим альянсом Аргентины, тайваньским Гоминьданом, кубинской эмигрантской организацией Альфа 66.
Текос рассматривались как подразделение Операции «Кондор» и Операции «Гладио». Раймундо Герреро воспринимался в качестве мексиканского аналога Марио Сандоваля Аларкона и Роберто д’Обюссона. Текос в полной мере восприняли принцип характерный для WACL принцип «белого партизанства» — жёсткого насильственного отпора «красным» коммунистам и левым. Остриё противостояния — в политической борьбе, публицистической критике, уличных столкновениях — было направлено против Мексиканской коммунистической партии.

### Теневая составляющая
В Текос существовала структура «Национального оперативного командования», отвечавшая за силовые акции. Её руководителями являлись Антонио Леаньо Рейес (сын и преемник Леаньо Альвареса дель Кастильо) и функционер UAG Умберто Давалос Эррера. Военизированную организацию создал также в 1971 Хорхе Прието Лауренс.
Рядовые боевики рекрутировались по большей части из университетских спортивных команд. В структуре практиковались стилизованные под средневековье ритуалы вступления, клятвы на верность организации, её принципам и вождям. Леаньо Альварес дель Кастильо, Леаньо Рейес и Давалос Эррера обвинялись в совершении политических убийств, но никогда не привлекались к суду.

Гражданин США, бывший профессор Гвадалахарского университета, сторонник «текос», неумышленно раскрыл внутреннюю кухню организации. Он о клятве на верность, об оказываемом на профессоров различных национальностей давлении, чтобы склонить их к вступлению в члены тайного общества. Этот профессор заявил:

— В основном университет разделяется на три сферы. Это административные работники и профессора университета, аспиранты и студенты, следящие друг за другом и определяющие политическую ориентацию, и, наконец, «текос».

— А «текос» могут участвовать в делах «эскадронов смерти»?

— Не знаю. Но не удивлюсь, если это так.

Середина 1970-х отмечалась резким обострением политической ситуации в Мексике. Радикальные коммунистические организации совершили в 1974—1975 ряд терактов и похищений, в том числе в Гвадалахаре. В ответ последовали силовые атаки Текос. Однако эти события не приобрели характера затяжных гражданских войн (как в Гватемале или в Сальвадоре). Полиция и спецслужбы быстро подавили подобные действия с обеих сторон. Правящие круги Мексики, правительство, силовые структуры и PRI не оказывали поддержки Текос, относились к ним скорее враждебно и осуществляли полицейское преследование (этим положение мексиканских ультраправых существенно отличалось от гватемальских и сальвадорских аналогов). Сильный удар по Текос был нанесён в апреле 1970 — полиция ликвидировала штаб-квартиру, изъяла документы и пропагандистские материалы, арестовала несколько сотен активистов. В силовом аспекте Текос не развились до масштабов Mano Blanca или FAR. Однако сами Текос ставили себя в один ряд с этими организациями.
30 мая 1984 в Мехико был убит известный журналист-расследователь Мануэль Буэндиа, опубликовавший цикл статей с разоблачениями Текос (в частности, о связях мексиканских ультраправых с ЦРУ). Первоначально подозрения пали на боевиков Текос. Однако впоследствии выяснилось, что Буэндиа погиб в результате заговора правительственных чиновников и спецслужб, недовольных его публикациями.

## Современный этап
Главным смыслом деятельности Текос являлся антикоммунизм. Закономерно, что во второй половине 1980-х эта деятельность пошла на спад — Перестройка и распад СССР дезактуализировали коммунистическую угрозу. Симптоматично, что последний, 204-й номер Replica вышел в январе 1987 — незадолго до Пленума ЦК КПСС, взявшего курс на гласность и политическую реформу.
В новых политических условиях — с начала 1990-х — движение Текос заметно снизило активность. Исторические лидеры ушли из жизни либо отошли от политики. Однако активисты Текос участвуют в мексиканской внутренней политике, особенно на уровне штата Халиско. Ректором UAG является Леаньо Рейес, университет остаётся цитаделью крайне правых сил. На выборах 2000 года Текос поддержали правого кандидата PAN Висенте Фокса (он был избран президентом, прервав десятилетия властной монополии PRI).
Современные Текос участвуют в движении MIRA, которое силовыми методами противостоит сапатистам. В середине 1990-х сапатисты временно актуализировали антикоммунистический фактор и способствовали активизации этой традиции. Текос яростно враждебны «социализму XXI века», наследию Уго Чавеса, режимам Николаса Мадуро, Эво Моралеса, Даниэля Ортеги. Представителем этих сил в Мексике они считают Андреса Мануэля Лопеса Обрадора, избранного президентом Мексики на выборах 2018.
Идеи, политика и кадры Текос присутствуют в национал-корпоративистском Националистическом фронте Мексики (FRENAMEX). Идеология FRENAMEX отразила идейную эволюцию Текос. В ней резко усилились мотивы традиционализма, консерватизма и даже монархизма. Прославляются Первая Мексиканская империя Итурбиде и Вторая Мексиканская империя Максимилиана, исторические деятели типа Мигеля Мирамона и Томаса Мехиа. FRENAMEX требует аннулировать договор Гуадалупе-Идальго, вернуть территории, отошедшие от Мексики к США в результате американо-мексиканской войны. Выступая с позиций крайнего национализма, FRENAMEX добивается запрета иммиграции в Мексику и депортации из страны гаитянских и африканских мигрантов.
С другой стороны, Текос смыкаются с национал-синдикалистским и неофалангистским движением мексиканских синархистов — католическим интегралистским движением DHIAC и женской традиционалистской ассоциацией ANCIFEM. Главными продолжателями традиции Текос в современной Мексике воспринимаются ректор UAG Антонио Леаньо Рейес и председатель FRENAMEX Хуан Карлос Лопес Ли.
В историческом аспекте Текос рассматриваются как пример ультраправого радикализма, порождаемого католической средой, отличающегося особой жёсткостью и догматизмом.